# Valča
Valča – wieś (obec) na Słowacji położona w kraju żylińskim, w powiecie Martin. Pierwsze wzmianki o miejscowości pochodzą z roku 1252.
Według danych z dnia 31 grudnia 2010, wieś zamieszkiwało 1510 osób, w tym 761 kobiet i 749 mężczyzn.
W 2001 roku rozkład populacji względem narodowości i przynależności etnicznej wyglądał następująco:
- Słowacy – 98,75%
- Czesi – 0,84%
- Morawianie – 0,21%